# Le Missionnaire (film)
Pour les articles homonymes, voir Le Missionnaire.
Pour plus de détails, voir Fiche technique et Distribution.
Le Missionnaire est un film français réalisé par Roger Delattre, sorti en 2009.

## Synopsis
Après sept années passées en prison, Mario Diccara est libre. N'ayant pas complètement réglé ses affaires avec le milieu, il demande à la seule personne de confiance qu'il connaisse, son frère Patrick, de lui trouver une planque pour se mettre au vert quelque temps.
Patrick, curé de son état, lui suggère de rejoindre le Père Étienne dans son petit village de l'Ardèche. Mario endosse donc la robe pour faire le voyage. Mais à l'arrivée, les ennuis commencent : le Père Étienne est décédé et les villageois prennent Mario pour le nouveau curé.

## Fiche technique
- Titre : Le Missionnaire
- Réalisation : Roger Delattre
- Scénario : Philippe Giangreco et Jean-Marie Bigard
- Dialogues : Philippe Giangreco, Jean-Marie Bigard et Frédéric Proust
- Image : Thierry Arbogast (A.F.C.)
- Son : Arnaud Julien (A.F.S.I.), Alexandre Hernandez
  - Montage son : Didier Lozahic
- Décors : Hugues Tissandier
- Costumes : Olivier Bériot
- Montage : Julien Rey et Yves Beloniak
- Production : Luc Besson
  - Production exécutive : Éric Bassoff, Olivier Doyen
  - Directeur de production : Bernard Grenet
- Sociétés de production : EuropaCorp, TF1 Films Production, Ciby 2000, Canal+, TPS, CNC, Rhône-Alpes Cinéma
- Société de distribution : EuropaCorp Distribution (France)
- Musique : Alexandre Azaria
- Genre : comédie
- Durée : 86 minutes
- Date de sortie : 29 avril 2009
- Date de sortie DVD : 16 septembre 2009

## Distribution
- Jean-Marie Bigard : Mario
- David Strajmayster : Patrick
- Aïssatou Thiam : Nadine
- Jean Dell : le Capitaine de gendarmerie
- Michel Chesneau : le maire du village
- Benjamin Feitelson : Roger
- Jean-Gilles Barbier : André
- Sidney Wernicke : le Père Phillibert
- Camille de Pazzis : Maria
- Julia Molkhou : Giovanna
- Liina Brunelle : Lucia
- François Siener : Giancarlo
- Marie Tirmont : Sandrine, la cafetière
- Arthur Chazal : Lucien
- Abder El Kebir : Mohamed
- Philippe Faure : l'évêque
- Alaa Oumouzoune : Abdel
- Lucie Lucas : Sarah
- Mostefa Stiti : Youssef
- Jacky Nercessian : Monsieur Goldenberg
- Florence Hebbelynck : Mireille
- Laurent Gendron : gendarme Mathieu
- Luc Tremblais : gendarme Pierre
- David Perrin : gendarme Thomas
- Vincent Piguet : gendarme Jacques
- Hervé Peyrard : gendarme Paul
- William Navarro : gendarme Simon
- Jesus Alfonso : gendarme Barthelemy
- Arno Chevrier : garagiste casse automobile
- Cécile Breccia (comme Cécilia Breccia) : Sandy
- Philippe Soutan : patron du bar (face prison)
- Vincent Coppin : vendeur au téléphone
- Laurent Lévy : vendeur de journaux
- Roger Faure : chauffeur de car
- Claudine Acs : bigote confessionnal
- Gisèle Moissonnier : bigote n°1
- Claudine Coste : bigote n°2
- Patrick Wykowski : Raymond (confessionnal)
- Gérard Froment : Raymond
- Jacques Échantillon : président du club de foot
- Jacques Guston : pilier de bar
- Béatrice Ecot : groupie du père Mario n°1
- Cécile Sauthier : groupie du père Mario n°2
- Thierry Ponthieux : mari groupie
- Laure Lumière : institutrice
- Bruno Riner : l'espion
- Eddy Saccomani : Gino
- Rachid Hamida : voyou cité
- Alban Lenoir : concessionnaire
- Teddu Pividal : malheureux homme au portable
- Philippe Procot : contrôleur train / chef de gare
- Sissi Robiette : danseuse du night club
- Simon Nikiema : le poilu (Afrique)
- Joseph Tapsoba : le photographe (Afrique)
- Gustave Sorgho : le chef de la chorale (Afrique)

## Autour du film
- Après L'Âme-sœur, c'est la deuxième fois que Jean-Marie Bigard participe au scénario d'un film.
- David Strajmayster est connu pour être le créateur de la série télévisée humoristique Samantha oups !.
- Les cascades automobiles sont réglées par Michel Julienne, fils de Rémy Julienne.

## Lieux de tournage
- Banne (Ardèche) : place de l'église et place de la fontaine ;
- Donzère (Drôme) : gare SNCF ;
- Montélimar (Drôme) : Allées Provençales.